# The Arab (film 1915)
The Arab è un film muto del 1915 diretto da Cecil B. DeMille. La sceneggiatura si basa sull'omonimo lavoro teatrale di Edgar Selwyn (qui al suo primo film) andato in scena a New York in prima al Lyceum Theatre di Broadway il 20 settembre 1911.

## Produzione
Il film fu prodotto dalla Jesse L. Lasky Feature Play Company.

## Distribuzione
Il copyright del film, richiesto dalla Jesse L. Lasky Feature Play Co., Inc., fu registrato il 9 giugno 1915 con il numero LU5502.

Distribuito dalla Paramount Pictures, il film uscì nelle sale statunitensi il 14 giugno 1915.
Non si conoscono copie ancora esistenti della pellicola che viene considerata presumibilmente perduta.